# Madame, Monsieur, bonsoir
 (décembre 2008).
Si vous disposez d'ouvrages ou d'articles de référence ou si vous connaissez des sites web de qualité traitant du thème abordé ici, merci de compléter l'article en donnant les références utiles à sa vérifiabilité et en les liant à la section « Notes et références ».
Madame, Monsieur, bonsoir était une émission diffusée sur France 5. 

## Concept
L'émission était destinée à analyser les archives de la télévision des années 1950 à nos jours. David Pujadas et Hervé Chabalier présentaient l'émission dont le titre était inspiré de la formule d'ouverture du journal de 20 h « Madame, monsieur, bonsoir ! ».

## Le jeu
En été 2007, l'émission devient un jeu télévisé, animé par Frédérique Courtadon et Hervé Chabalier jusqu'à l'été 2008.
Au début, quatre personnalités racontaient leurs souvenirs de télé, suivies par un invité. Puis deux familles de génération différentes (cousins, grand-père, fils...) s'affrontaient sur le plateau.